# Atherigona minor
Atherigona minor är en tvåvingeart som beskrevs av Malloch 1923. Atherigona minor ingår i släktet Atherigona och familjen husflugor. Inga underarter finns listade i Catalogue of Life.